# Adeonella polystomella
Adeonella polystomella är en mossdjursart som först beskrevs av Reuss 1848.  Adeonella polystomella ingår i släktet Adeonella och familjen Adeonellidae. Inga underarter finns listade i Catalogue of Life.